# Lena Hedberg
Lena Hedberg, född 1949 i Edebäck, är en svensk textilkonstnär.
Lena Hedberg genomgick grundutbildningen för konsthantverkare, handvävningslinjen vid Högskolan i Borås. Separat har hon ställt ut på bland annat Galleri Gripen i Karlstad, Konstfrämjandet i Karlstad och Örebro, Sillegården, Uddevalla konsthall och Vetlanda museum. Hon har medverkat i samlingsutställningar med Värmlands konstförening på Värmlands museum, 7 Textilare från Närke på Örebro läns museum och Galleri Mors Mössa i Göteborg.
Bland hennes offentliga arbeten märks en Ridå till folkets park i Kristinehamn, en applikation i entrén till Fjällbacka serviceboende, en ridå till informationssalen på Volvo Uddevallaverken, en ridå samt utsmyckning till Haga centrum i Örebro, Uddevalla lasarett, Strömstads sjukhus, ridå till Strömstads gymnasium och tre vävnader till matsalen på Hamburgersundsskolan.
Hon har tilldelats Örebro kommuns kulturstipendium 1978, Göteborgs och Bohusläns landstings Kulturstipendium 1982, Pringels ungdomsstipendium 1982, Statligt arbetsstipendium 1978, 1981 och 1989.
Lena Hedberg är representerad vid Statens konstråd, Röhsska museet[källa behövs], Örebro läns museum, Örebro läns landsting samt ett flertal kommuner och landsting.